# Winnipeg Arena
 (avril 2025).
Si vous disposez d'ouvrages ou d'articles de référence ou si vous connaissez des sites web de qualité traitant du thème abordé ici, merci de compléter l'article en donnant les références utiles à sa vérifiabilité et en les liant à la section « Notes et références ».
Le Winnipeg Arena était une salle omnisports qui s'est située à Winnipeg au Canada, est ouvert en 1955 jusqu'à sa fermeture en 2004, suivie de sa démolition.

## Histoire
L'amphithéâtre de 15 395 places était le domicile des défunts Jets de Winnipeg (1972-1996) avant que l'équipe ne déménage en Arizona pour devenir les Coyotes de Phoenix la saison suivante. À la suite du départ des Jets, le Moose du Manitoba de la Ligue américaine de hockey prend possession de l'édifice jusqu'en 2004 où le MTS Centre ouvrait ses portes.
L'aréna est surtout connu pour avoir abrité le fameux portrait géant de la reine Élisabeth II suspendu au plafond.